# Crossair Europe
Crossair Europe – offiziell Europe Continental Airways,  kurz ECA – war eine französische Fluggesellschaft mit Sitz am Flughafen Basel-Mülhausen.

## Geschichte
Das Unternehmen war 1997 als Tochtergesellschaft der schweizerischen Crossair gegründet worden, um dieser den Zugang zum Europäischen Binnenmarkt zu ermöglichen, der für Fluggesellschaften mit Sitz in der Schweiz aufgrund der Nichtmitgliedschaft in der Europäischen Union nur unter Einschränkungen möglich war.
Nach dem Ende der Swissair entstand auf Grundlage ihrer Tochtergesellschaft Crossair die neue Schweizer Fluggesellschaft SWISS. Nach diesem Wechsel flog die Crossair Europe als Tochtergesellschaft und im Auftrag der Swiss, 2003 gehörte die Crossair Europe zu 70 Prozent der Swiss. Diese Flüge wurden bis Ende März 2005 fortgesetzt, danach wurden die von Crossair Europe bedienten Strecken von der Swiss übernommen.

## Flotte
- 3 Saab 340B (Luftfahrzeugkennzeichen F-GPKD, F-GPKG und F-GPKM)[3]
- 1 Saab 2000 (Kennzeichen F-GOZI)[3]